# Іртиський сільський округ (Осакаровський район)
Ірти́ський сільський округ (каз. Ертіс ауылдық округі, рос. Иртышский сельский округ) — адміністративна одиниця у складі Осакаровського району Карагандинської області Казахстану. Адміністративний центр та єдиний населений пункт — село Іртиське.
Населення — 113 осіб (2021; 268 у 2009, 878 у 1999, 1203 у 1989).
Станом на 1989 рік існувала Іртиська сільська рада (село Іртиське) ліквідованого Молодіжного району.